# Welzow
Welzow er en by i den tyske delstat Brandenburg i landkreis Spree-Neiße i Niederlausitz. I byens storhedstid boede der cirka 7.500 personer, men byen har i dag kun 4.100 indbyggere.